# Antonio Longás Ferrer
Antonio Longás Ferrer (Saragossa, 24 d'abril de 1984) és un exfutbolista aragonès, que ocupava la posició de migcampista.
Sorgeix del planter del Reial Saragossa. A la temporada 06/07 debuta amb el primer equip, tot jugant deu partits a la màxima categoria. Posteriorment seria cedit al CD Tenerife i al filial del FC Barcelona.
L'estiu del 2009 deixa la disciplina saragossista i marxa al FC Cartagena.
Ha estat internacional amb la selecció aragonesa de futbol.